# Petre Brânzei
Petre Brânzei (n. 28 noiembrie 1916, comuna Țibănești, județul Iași – d. 4 martie 1985, Iași) a fost un medic psihiatru, profesor universitar la Facultatea de Medicină din Iași, director al Spitalului Socola și unul din reprezentanții de seamă ai școlii de psihiatrie de la Socola.
În memoria sa sunt denumite Centrul de Sănătate Mintală Vaslui „Profesor Dr. Petre Brânzei”, Școala cu clasele I-VIII „Dr. Petre Brânzei” din Jigoreni, comuna Țibănești, județul Iași și Asociația pentru recuperarea, resocializarea și reintegrarea bolnavilor cu tulburări mintale „Prof. Dr. Petre Brânzei” din Bacău. Petre Brânzei a fost tatăl matematicianului Dan Brânzei. 

## Biografie
Petre Brânzei a absolvit Liceul Teoretic „Mihail Kogălniceanu” din Vaslui și a urmat cursurile Facultății de Medicină din Iași, obținând titlul de medic în 1943. A devenit medic specialist în neurologie și psihiatrie în 1946, profesând la Spitalul Socola Iași. Cariera universitară și-a început-o în 1946, ca asistent, devenind în 1969 profesor universitar și șeful Catedrei de Psihiatrie de la I.M.F. Iași. În 1966 a fost numit director al Spitalului Clinic de Neuropsihiatrie Socola Iași, urmându-i la conducere profesorului Leon Ballif. Ca director Petre Brânzei a dezvoltat baza materială și a reunit un valoros colectiv de colaboratori.
În activitatea sa Petre Brânzei dezvoltat conceptului constructivist bio-psiho-social, modificând în mod semnificativ orientarea Școlii de psihiatrie de la Socola.

## Lucrări publicate
- Petre Brânzei, Gheorghe Scripcaru, Tadeusz Prozynski, Comportamentul aberant în relațiile cu mediul, Editura Junimea, Iași, 1970
- Petre Brânzei, Itinerar psihiatric, Editura Junimea, Iași, 1974
- Petre Brânzei, Marțian Cotrău (sub redacția), Alcoolismul - Implicații bio-psiho-sociale, Iași, 1976
- Petre Brânzei, E. Lupascu, I. Alexandrescu, Adolescență și adaptare, 366 pagini, Editor: Centrul de cercetări pentru problemele tineretului, 1977
- Petre Brânzei, Aurelia Sîrbu, Psihiatrie, Editura Didactică și Pedagogică, București, 1981